# James Whale
James Whale (Dudley, 22 luglio 1889 – Los Angeles, 29 maggio 1957) è stato un regista britannico naturalizzato statunitense noto per aver diretto film come Frankenstein (1931), L'uomo invisibile (1933) e La moglie di Frankenstein (1935).
Dopo aver raggiunto la fama internazionale con il dramma teatrale Journey's End, cominciò a lavorare come regista cinematografico trasferendosi a Hollywood agli albori del cinema sonoro; dopo alcune collaborazioni minori fu notato da Carl Laemmle Jr., produttore degli Universal Studios, che gli propose nel 1931 di realizzare Frankenstein, primo adattamento cinematografico sonoro dell'omonimo romanzo di Mary Shelley che si rivelò poi un successo, inaugurando una lunga serie di film oltre che una mitologia e uno stile che ebbero vasta influenza nelle successive pellicole di genere horror. Negli anni successivi ottenne la definitiva consacrazione internazionale con i film L'uomo invisibile e La moglie di Frankenstein, che, insieme al Frankenstein del 1931,  furono in seguito oggetto di numerosi sequel e remake. Dotato di qualità geniali di composizione e concentrazione drammatica, è considerato uno degli innovatori del cinema americano. Fu uno dei primi gay dichiarati del mondo di Hollywood e per questo fu oggetto di scherno e di emarginazione al punto da essere sbeffeggiato come "Queen of Hollywood". Dopo la sua morte, nonostante avesse diretto anche film di genere diverso, il suo nome restò legato ai film di genere horror e fantascientifico che ne avevano determinato il successo agli inizi della carriera come L'uomo invisibile e i due su Frankenstein, entrati nell'immaginario collettivo.

## Biografia

### Gioventù

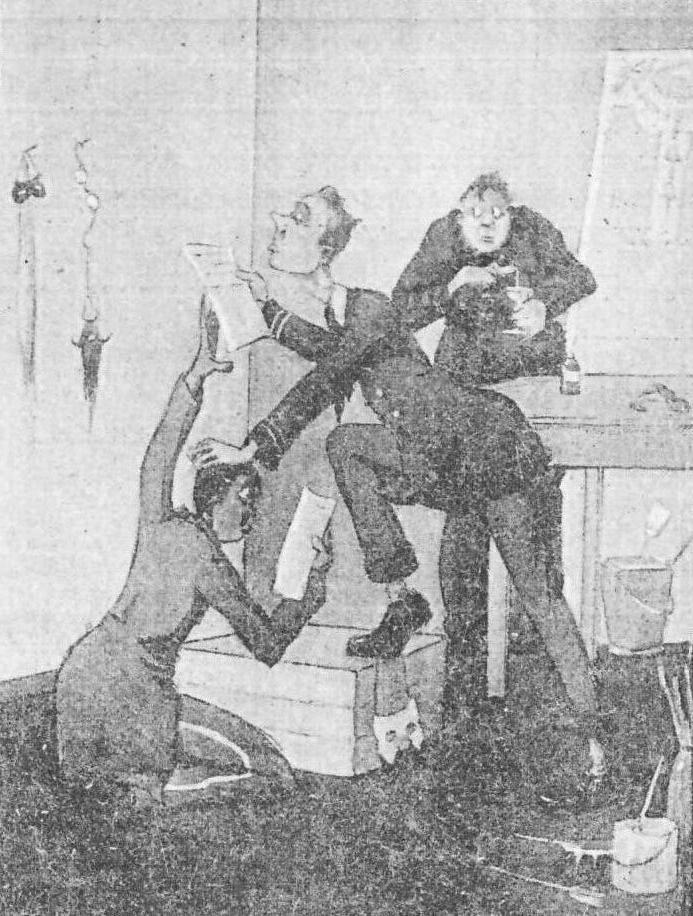
Vignetta raffigurante le prove teatrali di Whale nel campo di prigionia di Holzminden

Sesto di sette figli, suo padre era un operaio metallurgico e sua madre un'infermiera. Non volendo seguire i suoi fratelli nel lavoro in miniera, iniziò a lavorare come ciabattino. Mostrando un certo talento come compositore di canzonette, utilizzò i suoi guadagni extra per frequentare le scuole serali della Dudley School of Arts and Crafts.
Nell'ottobre del 1915, allo scoppio della prima guerra mondiale, si arruolò nell'esercito dove raggiunse il grado di tenente; fatto prigioniero nel 1917, trascorse il periodo di prigionia scoprendo il suo talento come organizzatore e direttore di spettacoli teatrali. Dopo l'armistizio, ritornò a Birmingham e si dedicò al teatro professionale e, sotto la tutela dell'attore-manager Nigel Playfair, lavorò come attore, scenografo e costruttore, direttore di scena e regista. Dal 1924 al 1925 ebbe una relazione con l'artista Doris Zinkeisen, conosciuta nel 1922.

### Gli inizi

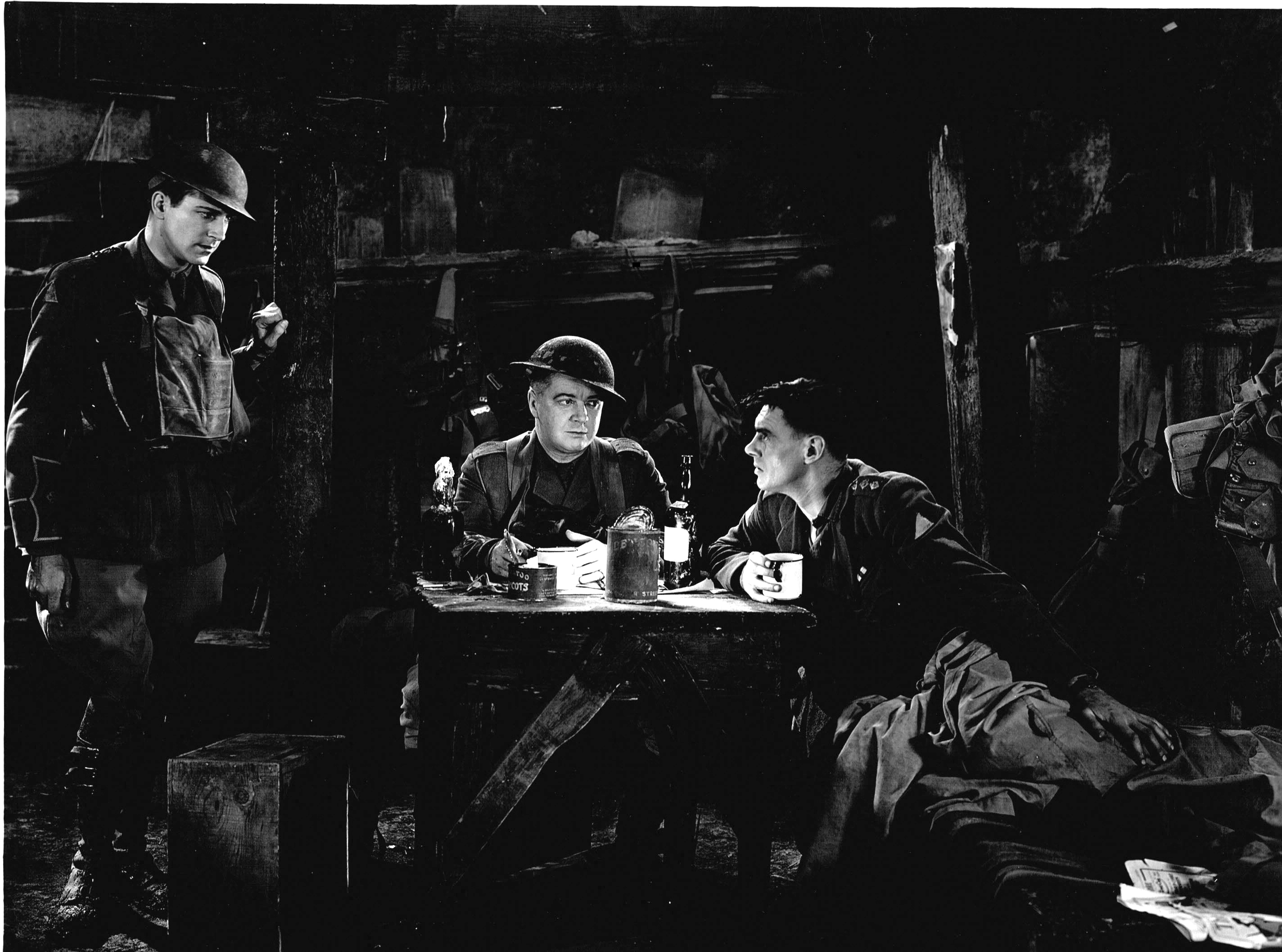
Una scena di Journey's End, prima pellicola diretta da Whale

Nel 1928 gli venne offerto di dirigere due rappresentazioni teatrali del dramma Journey's End per la Stage Society, una società teatrale che organizzava spettacoli domenicali. Diviso in tre atti, lo spettacolo si svolgeva tutto nel ricovero ufficiali di una trincea inglese a Saint Quentin nel marzo 1918, alla vigilia di una grande offensiva tedesca. Debuttò all'Apollo Theatre di Londra il 10 dicembre 1928, soprattutto grazie al patrocinio di George Bernard Shaw, divenendo in breve un successo di proporzioni internazionali, con 594 repliche al Savoy Theatre di Londra, dove lo spettacolo si era trasferito a gennaio 1929.
Prima del suo vero e proprio debutto cinematografico con la trasposizione di Journey's End, collaborò a due lungometraggi come curatore di dialoghi ma senza essere accreditato; il primo film fu The Love Doctor (1929) di Melville W. Brown e il secondo fu il kolossal Gli angeli dell'inferno (1930), prodotto da Howard Hughes, il quale volle assolutamente Whale per girare le scene sonore, poiché il film era muto e solo in un secondo momento fu rigirato tutto in sonoro. Nel 1930, approfittando dei ritardi del film, fece uscire il suo primo film, la trasposizione cinematografica di Journey's End. La pellicola fu anche il debutto cinematografico di Colin Clive, voluto fortemente dallo stesso Whale per sostituire Laurence Olivier.
Il 1931 fu l'anno della svolta in quanto firmò un contratto di cinque anni per gli Universal Studios di Carl Laemmle Jr., il quale riteneva Whale l'unico regista in grado di portare la Universal al livello delle altre major come la MGM e la Warner Bros.. Gli venne quindi affidata la regia di un film da tempo sospeso come La donna che non si deve amare, prima trasposizione cinematografica dell'omonimo dramma teatrale di Robert E. Sherwood del 1930. Dopo aver rifiutato una prima sceneggiatura, Whale iniziò la lavorazione del film. Con un budget davvero limitato (solo 252000 $), completò la pellicola in 26 giorni e riuscì a far risparmiare 50,000 $.

### Frankenstein
Laemmle Jr. aveva un enorme rispetto per Whale e lo propose come regista per Frankenstein, tratto dall'omonimo romanzo di Mary Shelley e dal suo adattamento teatrale Frankenstein: an Adventure in the Macabre di Peggy Webling del 1927. Whale si occupò di ogni aspetto della produzione (dalle riprese al sonoro, dal cast alle scenografie) ed era al corrente praticamente di ogni cosa che accadesse sul set. Ispirandosi al cinema espressionista, specialmente a pellicole come Il Golem, Il Golem - Come venne al mondo e Il gabinetto del dottor Caligari,, rivisitò parzialmente il romanzo originale, apportando alcuni cambiamenti (la creazione del mostro, l'ambientazione storica), e tentò di porre l'accento sui pericoli del progresso scientifico e sulle tentazioni a cui l'uomo è sempre soggetto e di cui è spesso vittima. Fu Whale stesso a scegliere Boris Karloff per la parte del mostro. Un aneddoto racconta che lo scelse perché vedendolo in una stanza rimase affascinato dai tratti marcati del suo viso. Sempre al regista si deve la scelta di Colin Clive come dr. Henry Frankenstein.
La questione della paternità della caratterizzazione del mostro di Frankenstein è controversa. Alcuni sostengono che l'idea fu di Whale e non di Jack Pierce il quale invece sostenne che era una sua creazione, anche se una volta ammise che fu frutto di un compromesso tra lui e Whale. Secondo il biografo di Whale, James Curtis, l'aspetto e l'interpretazione di Karloff furono influenzati dall'interpretazione di Whale del figlio pazzo di Charles Laughton nella produzione teatrale di A Man with Red Hair del 1928. Whale cercò nel complesso di non eccedere negli effetti troppo facili o nelle scene cruente. Realizzò con Frankenstein un vero capolavoro del cinema dell'orrore, con un inizio volutamente scioccante per il pubblico del 1931, con la scena all'interno del cimitero tra tombe profanate e cadaveri trafugati. Girato dal 24 agosto al 3 ottobre 1931, il film uscì al cinema il 21 novembre e fu accolto da un'ondata di entusiasmo e consacrò Whale fra i maestri del cinema dell'epoca.

### Gli anni d'oro

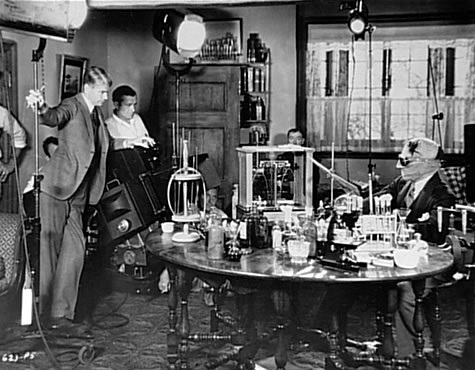
Whale dirige Claude Rains sul set de L'uomo invisibile (1933)

Successivamente a Frankenstein, diresse The Impatient Maiden (1932), ma il film fu un insuccesso di pubblico. Decise di ritornare al genere horror e, sempre nello stesso anno, completò Il castello maledetto ancora con Boris Karloff nel ruolo di protagonista. Questa pellicola, sebbene non abbia raggiunto neanche lontanamente il successo di Frankenstein, ottenne ottime critiche e inaugurò il filone dei film horror ambientati in case buie e terrificanti. Dopo il flop de Il bacio davanti allo specchio, ritornò ancora al cinema fantastico con L'uomo invisibile (1933), dove ebbe carta bianca per la scelta dell'interprete principale che fu Claude Rains, un attore giovane con un solo film realizzato. Sfruttando efficacemente il comune immaginario sul potere dell'invisibilità, Whale realizzò una straordinaria pellicola che, seppur legata all'immaginario, appare tuttora psicologicamente credibile. Il film uscì nel 1933 e si rivelò un grande successo, anche grazie agli effetti speciali di John P. Fulton e a una sceneggiatura fedele allo spirito del romanzo. L'uomo invisibile darà origine a vari seguiti e molti altri film trarranno spunto dal personaggio protagonista.

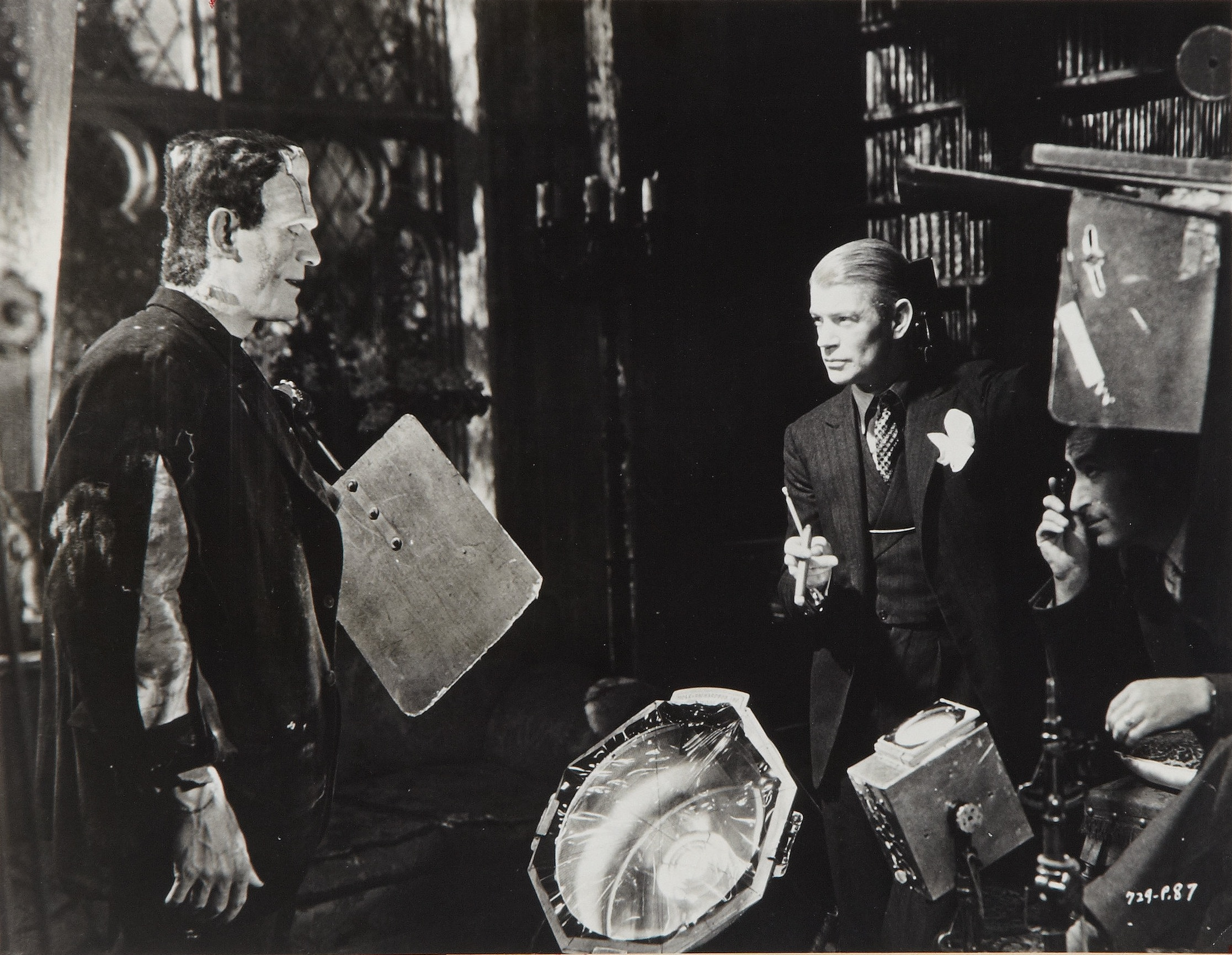
Whale dirige Karloff sul set de La moglie di Frankenstein (1935)

Il successo di Frankenstein aveva da tempo convinto gli Universal Studios a realizzare un sequel. Laemmle cercò più volte di convincere Whale a realizzalo ma questi evitava di farlo, evitando l'argomento e impegnandosi in altri progetti, A lume di candela (1933) e One More River (1934). Spiegò di aver esaurito il tema del primo film, di averlo "prosciugato". Nonostante ciò, nel 1935, si convinse a dirigere comunque la pellicola a patto che avesse carta bianca, dalla sceneggiatura al cast, e che potesse avere a disposizione i mezzi necessari per realizzare un film molto più elaborato del primo. Whale suggerì idee per il copione (il personaggio del Dottor Pretorius, la sequenza degli omini miniaturizzati e il prologo con Mary Shelley, Percy Bysshe Shelley e George Byron) e volle assolutamente Elsa Lanchester per il doppio ruolo di Mary Shelley e della moglie del mostro. Con La moglie di Frankenstein, Whale approfondì gli aspetti umani e aggiunse tocchi di humour incrinando oltretutto i consueti cliché dell'epoca, ad esempio con la figura della donna mostro, tra orrore e comicità. Divenne il film più provocatorio e sovversivo di Whale. La sua lavorazione fu accompagnata dalle preventive preoccupazioni degli Universal Studios che si adoperarono in ogni modo per eliminare qualsiasi riferimento religioso che potesse sconfinare nel blasfemo. Nonostante la censura imposta (furono tagliati complessivamente 15 minuti), la pellicola fu un grande successo di pubblico e con il tempo i critici finirono per considerarlo il capolavoro del regista britannico. Il successo del secondo capitolo su Frankenstein consacrò definitivamente Whale nelle grazie di Laemmle. Per diverso tempo ebbe la possibilità di agire quasi come un cineasta indipendente. Ne sono una prova i suoi successivi lavori come Una notte d'oblio (1935) anche se, nonostante Whale lo reputasse uno dei suoi migliori lavori, non ebbe il successo sperato; con La canzone di Magnolia (1936), realizzò quasi il sogno di creare film di prestigio avendo carta bianca.

### Gli ultimi anni
Quando Laemmle vendette la Universal, le cose cambiarono e Whale si ritrovò a lavorare per persone che non condividevano i suoi metodi. Fu relegato in posizione marginale e gli furono ristretti i finanziamenti e lo spazio di libertà creativa. The Road Back (1937) segnò l'inizio del declino della sua carriera. Questa pellicola fu l'ultima realizzata per la Universal; era un seguito di All'ovest niente di nuovo. A causa di alcune pressioni dalla Germania, il film subì grossi tagli e fu un flop. Whale fu accusato dell'insuccesso del film e così lasciò per sempre la Universal. Dopo aver abbandonato gli studios, diresse solo B-movie, a eccezione de La maschera di ferro (1939) per il produttore indipendente Edward Small. All'inizio degli anni quaranta rivelò a Hollywood la sua omosessualità e, colpito dalle dure critiche, per questo motivo decise di ritirarsi per sempre. Negli anni del suo ritiro tentò un ritorno con il noir Hello Out There (1949), dal dramma di William Saroyan, che però, nonostante le critiche positive da parte di Jean Renoir, John Huston e Charlie Chaplin, non trovò un distributore.

### L'omosessualità
Sin da ragazzo James Whale sapeva cosa significasse avere inclinazioni artistiche in una città industriale, in una famiglia operaia. Ne era cosciente prima ancora di viverlo da omosessuale. Era anche un artista, una persona sensibile, e, come tale, oggetto di scherno e di emarginazione. Per questo ebbe una vita sofferta, vivendo in un mondo dominato da pregiudizi verso gli omosessuali come quello degli anni trenta in America, una società tendente ad emarginare tutto ciò che non rientrava in certi canoni civili, spesso influenzati dai poteri stessi ecclesiastici. Durante la lavorazione di The Love Doctor (1929), Whale conobbe il produttore David Lewis, suo futuro compagno per 23 anni. Andarono a convivere insieme nel periodo in cui Whale era impegnato nella realizzazione del film La donna che non si deve amare (1931). Fu Lewis a suggerire a Whale di incontrare personalmente Boris Karloff per scoprire se era adatto per la parte del mostro di Frankenstein. All'inizio degli anni quaranta ammise pubblicamente la sua omosessualità. Fu il primo a farlo nella Hollywood dell'epoca, scatenando critiche che lo amareggiarono al punto che decise di abbandonare per sempre il mondo del cinema. Lasciò Lewis per un ragazzo venticinquenne, Pierre Foegel, che aveva assunto nel 1947 come autista personale. Lewis, seppur sconvolto dalla rottura, rimarrà molto amico di Whale fino alla sua morte. Negli anni seguenti al suo ritiro, Whale non ebbe grandi contatti con il mondo esterno e il suo unico svago, oltre al teatro e alla pittura, fu quello di organizzare delle feste per soli uomini nella piscina della sua residenza.

### Il suicidio

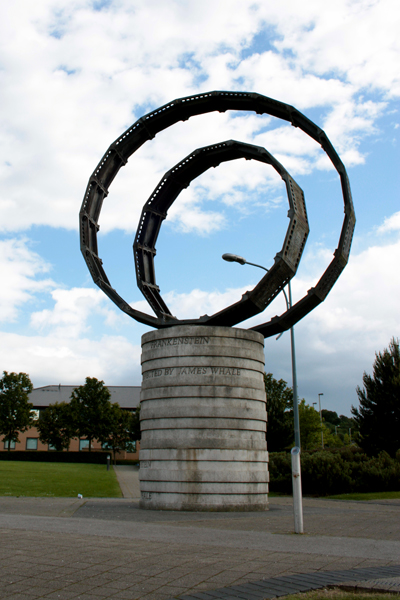
Scultura alla memoria di James Whale a Dudley, Inghilterra

A partire dal 1956 Whale iniziò a soffrire di problemi di memoria causati da un ictus che aveva avuto conseguenze debilitanti. Si suicidò annegandosi nella piscina della propria villa il 29 maggio 1957, all'età di 67 anni. Le sue ultime parole prima di morire furono rese note dall'ex-compagno Lewis solo alcuni anni dopo: 
Le circostanze della sua prematura morte furono oggetto di numerose congetture, sebbene il suo decesso sia ufficialmente classificato come "probabile suicidio". Tra le varie versioni formulate, una delle più famose parla di morte per arma da fuoco; se così fosse non fu mai trovato né assassino né movente.

## Influenza culturale
Nel 1962 ebbe inizio il processo di riscoperta e rivalutazione delle sue opere. La sua storia è descritta, anche se in forma romanzata, nel romanzo di Christopher Bram Father of Frankenstein (1955) e nella sua trasposizione cinematografica Demoni e dei con Ian McKellen nel ruolo del regista e Brendan Fraser in quello di un immaginario "giardiniere" di cui Whale si innamora.

## Estetica e stile
Whale fu un regista di grande talento che curava in maniera maniacale i dialoghi e la caratterizzazione dei personaggi. La sua esperienza come scenografo teatrale e come pittore gli permisero di contribuire in maniera determinante all'estetica del suoi film. Mentre molti registi dell'epoca non si occupavano della progettazione dei set, Whale aveva l'abitudine di dare suggerimenti per le scenografie solitamente con schizzi che dava poi da sviluppare al reparto addetto. Era molto meticoloso riguardo alle luci e alla posizione delle cineprese e a come l'inquadratura andasse riempita fino in cima. Infatti si nota un'incredibile verticalità nel progetto dei suoi set. Il suo stile si rifà evidentemente agli stilemi e alle distorsioni del cinema espressionista tedesco dei primi del Novecento. Whale era un grande ammiratore di Paul Leni, figura chiave dell'espressionismo, e si ispirò a lui per la realizzazione e lo sviluppo di Frankenstein. Secondo il critico cinematografico Andrew Sarris, la carriera di Whale «riflette le ambizioni stilistiche e le delusioni drammatiche di un espressionista».
Primo regista a utilizzare il panning a 360 gradi, Whale è ricordato principalmente per i suoi film horror. Nutrì, però, sentimenti contrastanti verso di essi. Gli piacevano, ma non voleva essere bollato unicamente come regista di film dell'orrore. I migliori risultati della sua carriera sono frutto del lavoro coordinato con il direttore della fotografia John J. Mescall il quale realizzò cinque film con lui. La moglie di Frankenstein è il più noto, in quanto segna l'apice dell'ultimo periodo di Whale alla Universal. Mescall usava un tipo di illuminazione da lui definita "alla Rembrandt", ossia una luce centrale e un'altra laterale a tre quarti della scena, per dare risalto al soggetto contro uno sfondo scuro. Assomigliava allo stile pittorico di Rembrandt, dove una luce direzionale crea i contorni e definisce le forme.
Tutte le opere del regista si concentrano sulla ricostruzione di suggestive atmosfere e sulla creazione di un meccanismo narrativo alquanto efficace, caratterizzato da un ritmo incombente che alterna con grande intelligenza elementi horror e gotici, ad altrettante scene di comicità e ironia. Nei suoi film l'umorismo permea l'intera storia. Non è limitato a interludi comici ma è parte integrante dei personaggi e della vicenda. Il personaggio di Pretorius, per esempio, ha aspetti comici per come si astrae dalla vita, dal mondo, da Henry Frankenstein, persino dalla propria esistenza, e la commenta secondo la sua ottica ironica; non prende sul serio l'esistenza e scherza sulle proprie creazioni, su se stesso, su come assomigli al diavolo o viceversa; vede l'esistenza sotto una luce ironica, caratteristica che il personaggio e l'attore che lo interpreta, Ernest Thesiger, condividono con lo stesso Whale. L'umorismo di Whale appare oggi un po' effeminato, ma negli anni trenta il pubblico non fece caso agli elementi effeminati e kitsch proposti dai suoi film.
Molti studiosi e critici cinematografici sono tentati di dedurre che Whale abbia inserito elementi omosessuali nei suoi film. Ne La moglie di Frankenstein, ad esempio, questi elementi sono incarnati dal dottor Pretorius, interpretato dal gay-bisessuale Ernest Thesiger, e dal suo rapporto con Henry Frankenstein. Pretorius viene descritto come un «Mefistofele gay», una figura di seduzione e di tentazione che trascina a sé il dottor Frankenstein. Questi lo segue, abbandonando persino un rapporto di intimità con la sua promessa sposa, Elizabeth. Il mostro, inoltre, è un emarginato ed è rigettato dalla società esattamente come qualsiasi omosessuale vissuto negli anni trenta/quaranta. Molti sono tentati di dedurre che Whale si identificasse con questo individuo emarginato. Le interpretazioni omosessuali furono comunque smentite dalle persone vicine al regista (il suo biografo James Curtis, il suo amico Curtis Harrington e il suo ex-compagno David Lewis).

## Collaborazioni
Ha lavorato a lungo con i seguenti attori: Colin Clive, Boris Karloff, Una O'Connor, Ernest Thesiger (suo mentore teatrale), Mae Clarke e Dwight Frye.

## Filmografia
- Journey's End (1930)
- Gli angeli dell'inferno (Hell's Angels) (1930) (non accreditato)
- La donna che non si deve amare (Waterloo Bridge) (1931)
- Frankenstein (1931)
- The Impatient Maiden (1932)
- Il castello maledetto (The Old Dark House) (1932)
- Il bacio davanti allo specchio (The Kiss Before the Mirror) (1933)
- L'uomo invisibile (The Invisible Man) (1933)
- A lume di candela (By Candlelight) (1933)
- One More River (1934)
- La moglie di Frankenstein (Bride of Frankenstein) (1935)
- Una notte d'oblio (Remember Last Night?) (1935)
- La canzone di Magnolia (Show Boat) (1936)
- The Road Back (1937)
- L'ultima beffa di Don Giovanni (The Great Garrick) (1937)
- L'isola del paradiso (Sinners in Paradise) (1938)
- L'inesorabile (Wives Under Suspicion)(1938)
- Port of Seven Seas (1938)
- La maschera di ferro (The Man in the Iron Mask) (1939)
- Inferno verde (Green Hell) (1940)
- Otto giorni di vita (They Dare Not Love) (1941)
- Hello Out There (1949) (cortometraggio inedito)